# Rojstvo Venere (Botticelli)
Rojstvo Venere (italijansko: Nascita di Venere) je slika italijanskega umetnika Sandra Botticellija, verjetno narejena sredi 1480-ih. Upodablja boginjo Venero, ki je na obrežje prispela po rojstvu, ko je iz morja izstopila popolnoma odrasla (imenovana Venera Anadiomena in pogosto upodobljena v umetnosti). Slika je v galeriji Uffizi v Firencah v Italiji.
Čeprav obe nista par, se slika neizogibno pogovarja z Botticellijevo drugo zelo veliko mitološko sliko Pomlad (Primavera), tudi v galeriji Uffizi. Spadata med najbolj znane slike na svetu in ikone italijanske renesanse. Od obeh je Rojstvo še bolj znano kot Pomlad . Kot zelo upodobljeni predmeti iz klasične mitologije so bili od klasične antike v zahodni umetnosti skorajda brez primere, prav tako velikost in pomen gole ženske figure v Rojstvu. Včasih je veljalo, da sta obe naročilo istega člana družine Medici, vendar je to zdaj negotovo.
Neskončno so ju analizirali umetnostni zgodovinarji, pri čemer so bile glavne teme: emulacija starodavnih slikarjev in kontekst poročnih praznovanj (splošno dogovorjeno), vpliv renesančnega neoplatonizma (nekoliko sporen) in identiteta naročnikov (ni dogovorjeno). Večina umetnostnih zgodovinarjev pa se strinja, da Rojstvo ne potrebuje kompleksne analize za dekodiranje pomena na način, kot to verjetno počne Pomlad. Čeprav na sliki obstaja prefinjenost, je njen glavni pomen neposrednost, če gre za individualno, obravnavo tradicionalnega prizora iz grške mitologije, njena privlačnost pa je senzorična in zelo dostopna, od tod tudi njena izjemna priljubljenost.

## Opis in predmet
V središču novorojena boginja Venera stoji gola v velikanski školjčni lupini. Njena velikost je povsem namišljena in jo najdemo tudi v klasičnih upodobitvah predmeta. Na levi nanjo piha bog vetra Zefir, ki ga kažejo črte, ki sevajo iz njegovih ust. Je v zraku in nosi mlado žensko, ki prav tako piha, vendar manj silovito. Oba imata krila.  Vasari je imel verjetno prav, če jo je označil za 'Auro', poosebitev lažjega vetriča. Njuna skupna prizadevanja pihata Venero proti obali in raznašata lase in oblačila drugih figur na desno.
Na desni strani ženska figura, ki morda lebdi rahlo nad tlemi, izstopa z bogatim ogrinjalom ali obleko, ki bo prekrila Venero, ko pride do obale, kar bo kmalu. Je ena od treh Hor, grških manj pomembnih boginj letnih časov in drugih delitev časa ter spremljevalka Venere. Cvetlična dekoracija njene obleke kaže, da je Hora pomladi.
Alternativne identifikacije dveh sekundarnih ženskih figur vključujejo tiste, ki jih najdemo tudi v Pomladi; nimfa, ki jo ima Zefir, je morda Hlorida, cvetna nimfa, s katero se je poročil v nekaterih različicah njene zgodbe, lik na kopnem pa je lahko Flora. Flora je na splošno rimski ekvivalent grške Hloride; v Pomladi ae Hlorida po Ovidovem Fasti spremeni v figuro Flore ob njej , vendar je težko videti, da je takšna preobrazba predvidena tukaj. Vendar bi bile vrtnice, ki letijo skupaj z obema letečima figurama, primerne za Hlorido.
Tema ni izključno 'Rojstvo Venere', naslov je bil sliki dodeljen šele v 19. stoletju (čeprav ga je kot predmet navedel že Vasari), ampak je naslednji prizor v njeni zgodbi, ko prispe na kopno, kamor jo je odpihnil veter. Dežela verjetno predstavlja Kitero ali Ciper, oba sredozemska otoka, ki ju Grki obravnavajo kot ozemlje Venere.

## Tehnika
Slika je velika, vendar nekoliko manjša od Pomladi, ki je to tabelna slika, je ta na cenejšem platnu. Platno je postajalo vse bolj priljubljeno, morda predvsem za posvetne slike za podeželske vile, ki so bile okrašene bolj preprosto, poceni in veselo kot tiste za mestne palače, zasnovane za užitek bolj kot osupljivo zabavo.
Slika je na dveh kosih platna, sešitih pred začetkom, z gesso podlago (o.p.: bela barvna mešanica, sestavljena iz veziva, pomešane s kredo, mavcem, pigmentom ali katero koli njihovo kombinacijo), obarvano modro. Obstajajo razlike pri običajni Botticellijevi tehniki, ko dela na panelu, na primer pomanjkanje zelene prve plasti. Sodobna znanstvena testiranja odkrivajo številne pentimenti (o.p.: sprememba slike, ki jo dokazujejo sledi prejšnjega dela, ki kažejo, da se je umetnik v procesu slikanja premislil glede kompozicije). Hora je prvotno imela 'nizke klasične sandale', ovratnik na plašču, ki ga drži, pa je naknaden. Lasje Venere in letečega para so se spremenili. Zlato kot pigment močno uporablja za poudarke, na laseh, krilih, tekstilu, lupini in pokrajini. Vse to je bilo očitno uporabljeno po tem, ko je bila slika uokvirjena. Končal jo je s 'hladno sivim lakom', verjetno z jajčnim rumenjakom .
Tako kot v Pomladi se je zeleni pigment - ki se uporablja za krila Zefirja, njegovo spremljevalko in liste oranžnih dreves na kopnem - s časom občutno potemnel na svetlobi, kar je nekoliko izkrivilo predvideno ravnovesje barv. Deli nekaterih listov v zgornjem desnem kotu, ki jih običajno pokriva okvir, so bili manj prizadeti. Morje in nebo sta tudi izgubila svojo svetlost.

## Slog
Čeprav je pozicija Venere v nekaterih pogledih klasična in si v grško-rimskih skulpturah izposodi položaj rok iz vrste Venus Pudica, je celotna obravnava figure, ki stoji v središču z ukrivljenim telesom dolge tekoče črte, v mnogih pogledih iz gotske umetnosti. Kenneth Clark je zapisal: »Njene razlike od antične oblike niso fiziološke, temveč ritmične in strukturne. Celotno telo sledi krivulji gotske slonovine. Popolnoma brez te kakovosti je toliko cenjena v klasični umetnosti, znani kot samozavest; recimo, teža telesa ni enakomerno razporejena na nobeni strani osrednje navpične črte ... Ne stoji, ampak plava ... Njena ramena na primer, namesto da bi na njen trup oblikovala nekakšno arhitrav, kot v antičnih aktih, trči v njene roke v istem neprekinjenem toku gibanja kot njeni plavajoči lasje.«
Telo Venere je anatomsko neverjetno, s podolgovatim vratom in trupom. Njena poza je nemogoča: čeprav stoji v klasičnem nasprotju s stališčem kontraposta, je njena teža premajhna čez levo nogo, da bi jo lahko držala. Razmerje in pozicije vetra na levi še nimajo povsem nobenega pomena in nobena od figur ne meče sence. Slika prikazuje svet domišljije, ne pa da bi se zelo ukvarjala z realistično upodobitvijo .
Če zanemari velikost in položaj kril in okončin letečega para na levi, kar moti nekatere druge kritike, jih Kenneth Clark imenuje:
... morda najlepši primer ekstatičnega gibanja v celotnem slikarstvu. ... prekinitev našega razuma dosežemo z zapletenimi ritmi draperije, ki neustavljivo pometajo in tekajo okoli golih figur. Njihova telesa z neskončno zapletenostjo objema vzdržujejo tok gibanja, ki končno utripa po njihovih nogah in se razprši kot električni naboj.
Botticellijeva umetnost ni bila nikoli popolnoma predana naturalizmu. Botticelli je v primerjavi s svojim sodobnim Domenicom Ghirlandaio le redko dajal težo in volumen svojim figuram in je le redko uporabljal globok perspektivni prostor. Botticelli nikoli ni naslikal krajinskih ozadij z veliko podrobnostmi ali realizmom, vendar je ta še posebej tukaj. Lovorova drevesa in trava pod njimi so zelena z zlatimi poudarki, večina valov je pravilnih vzorcev, pokrajina pa se zdi, da ne ustreza meram . Koščki grmov v levem ospredju tukaj niso na mestu, saj prihajajo iz sladkovodnih vrst .

## Datacija in zgodovina
Dolgo se je namigovalo, da je Botticelliju dobil naročilo za sliko od firenške družine Medici, morda Lorenza di Pierfrancesca de' Medici (1463–1503), glavnega Botticellijevega pokrovitelja, pod vplivom njegovega bratranca Lorenza de' Medici, il Magnifico. To je prvi predlagal Herbert Horne v svoji monografiji iz leta 1908, prvo večje sodobno delo o Botticelliju, ki mu je še dolgo sledila večina pisateljev, vendar jih v zadnjem času veliko dvomi, čeprav ga nekateri še vedno sprejemajo. Različne interpretacije slike se zaradi njenega pomena opirajo na to poreklo. Čeprav so bili odnosi med Magnificom in njegovimi bratranci in drugimi, Lorenzom di Pierfrancescom in njegovim bratom Giovannijem di Pierfrancesco de' Medici morda vedno precej napeti, je bilo morda politično naročiti delo, ki je poveličevalo starejšega Lorenza, kot ga navajajo nekatere interpretacije. Obstaja namerna dvoumnost glede tega, kaj naj bi Lorenzo izzval. V poznejših letih je sovraštvo med obema vejama družine postalo očitno.
Horne je verjel, da je bila slika naročena kmalu po nakupu podeželske Villa di Castello, hiše zunaj Firenc, Lorenza in Giovannija, da okrasita hišo, ki sta jo obnovila. To je bilo leto po tem, ko je umrl njun oče v starosti 46 let, zaradi česar so mladi fantje zapustili svojega bratranca Lorenza il Magnifica, starejše veje družine Medici in dejanskega vladarja Firenc. O originalnem naročilu slike ni zapisov, sliko pa je prvič omenil Vasari, ki jo je skupaj s Pomladjo videl v Castellu, nekaj pred prvo izdajo njegovega dela  Življenja umetnikov leta 1550, verjetno do 1530–40. Leta 1550 je Vasari sam slikal v vili, vendar jo je pred tem zelo verjetno obiskal. Toda leta 1975 se je izkazalo, da za razliko od Pomladi, Rojstvo ni v inventarizaciji, očitno popolno, izdelano leta 1499 umetniških del, ki pripadajo veji družine Lorenza di Pierfrancesca. Ronald Lightbown zaključuje, da je po tem postala last Medičejcev. Popis je bil objavljen šele leta 1975 in je veliko prejšnjih predpostavk postalo neveljavnih .
Horne je delo datiral po nakupu vile leta 1477 in pred Botticellijevim odhodom v Rim, da bi se pridružil slikanju  Sikstinske kapele leta 1481. Nedavni učenjaki raje datirajo okoli 1484–86 zaradi razvoja Botticellijevega sloga. Pomlad je po navadi datirana prej, po Botticellijevi vrnitvi iz Rima leta 1482 in morda v času poroke Lorenza di Pierfrancesca julija 1482 , vendar nekateri še pred Botticellijevim odhodom.
Od kar sta bili v Castellu obe sliki združeni, ostajata skupaj. V Castellu sta ostali do leta 1815, ko so ju premestili v Uffizi. Nekaj let do leta 1919 so ju hranili v Galleria dell'Accademia, drugem državnem  muzeju v Firencah.

## Interpretacija
Čeprav so starodavna in sodobna besedila ustrezna, nobeno posamezno besedilo ne zagotavlja natančnih posnetkov slike, zaradi česar so znanstveniki predlagali številne vire in interpretacije. Številni umetnostni zgodovinarji, ki so se specializirali za italijansko renesanso, so ugotovili neoplatonske interpretacije, od katerih sta Edgar Wind in Ernst Gombrich ključna za razumevanje slike. Botticelli je predstavljal neoplatonsko idejo o božji ljubezni v obliki gole Venere.
Za Platona - in tako tudi za člane Firenške platonske akademije - je imela Venera dva vidika: bila je zemeljska boginja, ki je sprožala v človeku fizično ljubezen ali pa nebesna boginja, ki je v njih vzbujala intelektualno ljubezen. Platon je nadalje trdil, da razmišljanje o fizični lepoti omogoča razumu, da bolje razume duhovno lepoto. Torej, gledanje na Venero, najlepšo boginjo, bi lahko sprva vzbudilo fizični odziv pri gledalcih, ki so nato svoje misli usmerili k pobožnosti. Neoplatonsko branje Botticellijevega Rojstva Venere namiguje, da bi si gledalci iz 15. stoletja ogledali sliko in se počutili, kot da bi se njihov um dvignil v kraljestvo božanske ljubezni.
Kompozicija z osrednjo golo figuro in eno na stran z dvignjeno roko nad glavo prvega in prisotnimi krilatimi bitji bi svoje renesančne gledalce spomnila na tradicionalno ikonografijo Kristusovega krsta, ki je označil začetek njegove službe na zemlji. Na podoben način prizor tukaj prikazuje začetek Venerine službe ljubezni, bodisi v preprostem smislu, bodisi razširjenem pomenu renesančnega neoplatonizma.
V zadnjem času se pojavljajo vprašanja o neoplatonizmu kot prevladujočem intelektualnem sistemu Firenc poznega 15. stoletja in znanstveniki so nakazali, da bi lahko obstajali drugi načini razlage Botticellijeve mitološke slike. Zlasti tako Pomlad kot tudi Rojstvo Venere veljata za poročni sliki, ki kažeta na primerno vedenje neveste in ženina.
Lovorova drevesa desno in lovorov venec, ki ga nosi Hora, nalagajo sklicevanje na ime 'Lorenzo', čeprav ni gotovo ali je mislil Lorenza il Magnifica, vladarja Firenc ali njegovega mladega bratranca Lorenza di Pierfrancesca. Na enak način cvetovi v zraku okoli Zefirja in na tekstilu, ki ga nosi Hora, vzbujajo ime Firenc. 

### Literarni viri
Najbližji precedens prizorišča je na splošno dogovorjen v eni od starih grških homerskih himn, ki jo je leta 1488 v Firencah objavil grški begunec Demetrios Chalkokondyles.
Ta pesem je bila verjetno že znana Botticellijevemu florentinskemu sodobniku in dvornemu pesniku Lorenza di Medici, Angelu Polizianu. Ikonografija Rojstva Venere je podobna opisu reliefa dogodka v Polizianovi pesmi Stanze per la giostra, ki spominja na medičejskega viteza leta 1475, kar je lahko vplivalo tudi na Botticellija, čeprav obstaja veliko razlik. Na primer Poliziano govori o več Horah in Zefirjih. Starejši pisci, ki so sledili Hornu, so trdili, da ga je »zavetnik Lorenzo di Pierfrancesco prosil, naj nariše temo, ki ponazarja črte« in to ostaja možnost, čeprav je to danes težko ohraniti tako samozavestno. Druga Polizanova pesem govori o Zefirju, ki povzroča cvetenje cvetov in širjenje njihovega vonja po deželi, kar verjetno razloži vrtnice, ki jih pika skupaj z njim na sliki.

### Antična umetnost
Osrednji poudarek na velikem stoječem ženskem aktu je bil v postklasičnem zahodnem slikarstvu brez primere, vsekakor pa se je opiral na klasične skulpture, ki so se začele pojavljati v tem obdobju, zlasti v Rimu, kjer je Botticelli preživel 1481–82, ko je delal na stenah Sikstinske kapele. Poze Botticellijeve Venere sledijo vrsti Vener Pudica ('Venera skromnosti') iz klasične antike, kjer roke pokrivajo prsi in mednožje; v klasični umetnosti to ni povezano z novorojeno Venero Anadomene. Znan primer te vrste je Medičejska Venera, marmorna skulptura, ki je bila do leta 1559 v zbirki Medici v Rimu, ki jo je Botticelli morda imel možnost proučiti (datum, ko so jo našli, ni jasen). [39]
Slikar in humanistični učenjaki, ki so mu verjetno svetovali, bi se spomnil, da je Plinij Starejši omenil izgubljeno mojstrovino slavnega starogrškega slikarja Apela, ki je predstavljal Venero Anadyomene ('Venera, ki se dviga iz morja'). Po mnenju Plinija je Aleksander Veliki svojo ljubico Pankaspe ponudil kot model za golo Venero in pozneje, ko je spoznal, da se je Apel zaljubil v dekle, jo umetniku podaril z gesto skrajne mogočnosti. Plinij je nadaljeval, da je Apelovo slikanje Pankaspe kot Venere pozneje »posvetil Avgustu v svetišču njegovega očeta Cezarja«. Plinij je še izjavil, da je bil »spodnji del slike poškodovan in ni bilo mogoče najti nikogar, ki bi jo lahko obnovil ... Ta slika je propadla od starosti in gnilobe, Neron pa je z njo nadomestil drugo sliko Doroteje«.
Plinij je opazil tudi drugo Apelovo sliko Venere, »nadrejeno celo svoji prejšnji«, ki jo je umetnik začel, vendar je ostala nedokončana. Rimske podobe v različnih medijih, ki prikazujejo novorojeno Venero v orjaški lupini, so morda surove izpeljane različice teh slik. Botticelli ni mogel videti fresk, ki so jih kasneje odkrili v Pompejih, morda pa je videl majhne različice motiva v terakoti ali vgraviranih gemah. Venerina hiša" v Pompejih ima v lupini živopisno fresko Venere, ki jo vidimo tudi v drugih delih; na večini drugih slik stoji z rokami na laseh, iz njih izpira vodo, z lupino ali brez.
Dvodimenzionalnost te slike je morda namerni poskus, da bi na stenah etruščanskih grobov vzbudil slog starogrške vazne slike ali freske, edine vrste starodavne slike, ki jo pozna Botticelli.
- Grško-rimska Venera Anadiomena
- Grško-rimski bronast kip
- Rimska steklena kamea Venera Anadiomena
- Grška terakota iz Ponta